# Carlos González (pediatra)
Carlos González Rodríguez (Zaragoza, 1960 -), es un doctor en pediatría y autor de varios libros sobre crianza, alimentación y salud infantil. Está casado, tiene tres hijos y cinco nietos.

## Biografía
Licenciado en medicina por la Universidad Autónoma de Barcelona. Se formó como pediatra en el Hospital de San Juan de Dios de Barcelona.
Es fundador y presidente de la Associació Catalana Pro Alletament Matern. Miembro del Consejo de Asesores de Salud de la Liga de la Leche. Asesor de la Iniciativa Hospital Amigo de los Niños (UNICEF). Especialista en lactancia materna por la Universidad de Londres.
Ha impartido, desde 1992, más de 100 cursos sobre lactancia materna para profesionales sanitarios.
Ha traducido diversos libros sobre el tema, además de ser responsable del consultorio sobre lactancia materna de la revista «Ser Padres».
Ha publicado varios libros sobre alimentación, lactancia y educación para la infancia.

## Obras
1. Mi niño no me come (1999)
2. Bésame mucho, cómo criar a tus hijos con amor (2003)
3. Manual práctico de lactancia materna (2004)
4. Un regalo para toda la vida, guía de la lactancia materna (2006)
5. Comer, amar, mamar (2009)
6. Entre tu pediatra y tú (2010)
7. En defensa de las vacunas (2011)
8. Creciendo juntos (2013)